# 日本橋大傳馬町
日本橋大傳馬町（日语：／ Nihonbashi-ōdenmachō */?）是東京都中央區的町名。郵遞區號103-0011。

## 地理
位於舊日本橋區中日本橋地域北側。東北鄰日本橋橫山町與東日本橋、東南接日本橋富澤町、南臨日本橋堀留町、西連日本橋本町、西北接日本橋小傳馬町。區內多事業所，也是「べったら市」（べったら漬是一種醃漬白蘿蔔）所在地。本地屬日本橋兜町的中央警察署與日本橋消防署管轄。

## 歷史
江戶開府以前，此地為奧州街道的宿村。馬込平左衛門（馬込勘解由）獲德川家康任命為傳馬役，居住於寶田村。後寶田村遷至此地成立大傳馬町，平左衛門成為此地名主。
1980年（昭和55年），日本橋大伝馬町一～三丁目實施新住居表示，廢除丁目。

### 地名由來
此地為馬込勘解由屋敷而得名。

## 設施
- 日本橋大傳馬町郵便局
- 湯淺商事（日语：ユアサ商事）本社
- CHOYA（日语：CHOYA）本社

## 備註
1. ↑  町丁目別世帯数男女別人口　中央区ホームページ  平成25年8月1日現在 的存檔，存档日期2013-03-12.
2. ↑  日本橋小舟町地区　中央区ホームページ 的存檔，存档日期2013-03-12.

## 外部連結
- 中央區官方網站
- 日本橋小舟町地區 町名的由来 - 中央區官方網站内
- 大傳馬町［人形町・濱町地區］- 中央區觀光協會
- 大傳馬町 - 古今・江戶日本橋 日本橋「町」物語